# Línea 210 (EMT Madrid)
La línea 210 de la EMT de Madrid une Diego de León con La Elipa.

## Características
La línea 210 empezó como una variante de la línea 110 que reforzaba el servicio de la misma entre la Plaza de Manuel Becerra y el barrio de La Elipa sin entrar en la necrópolis. Tiene unos horarios de servicio más amplios que los de la línea 110 y unas frecuencias más altas de paso.
El 27 de noviembre de 2018 se amplió la línea desde Manuel Becerra hasta el Hospital de la Princesa, en el entorno de la estación de Diego de León.

### Frecuencias
| Lunes a viernes laborables |               |
| De 6:00 a 8:00             | 8-15 minutos  |
| De 8:00 a 20:00            | 8-11 minutos  |
| De 20:00 a 23:00           | 10-22 minutos |
| Sábados laborables         |               |
| De 6:00 a 10:00            | 15-27 minutos |
| De 10:00 a 20:00           | 15-17 minutos |
| De 20:00 a 23:00           | 16-25 minutos |
| Domingos y festivos        |               |
| De 7:00 a 10:00            | 15-27 minutos |
| De 10:00 a 20:00           | 15-18 minutos |
| De 20:00 a 23:00           | 17-25 minutos |

## Recorrido y paradas

### Sentido La Elipa
La línea inicia su recorrido en la calle Conde de Peñalver, desde la cual se dirige a la calle de Juan Bravo para luego tomar Francisco Silvela. Sale de la misma por la calle de Alcalá, circulando por la misma pasar el Puente de las Ventas sobre la M-30, girando entonces a la derecha para incorporarse a la Avenida de Daroca.
Circula brevemente por esta avenida y gira a la derecha por la calle de Ricardo Ortiz, que recorre hasta desembocar en la Avenida del Marqués de Corbera, a la que se incorpora girando a la izquierda.
Llegando al final de la avenida, la línea gira a la derecha para circular por la calle Santa Felicidad, que recorre entera siguiendo de frente al final por su continuación natural, la calle José Luis de Arrese, que recorre hasta girar a la izquierda por la calle Santa Irene, al final de la cual tiene su cabecera.
| Código | Parada                                                | Común con               | Conexiones con Metro | Otros |
| ------ | ----------------------------------------------------- | ----------------------- | -------------------- | ----- |
| 5452   | DIEGO DE LEÓN (C/ Conde de Peñalver frente al N.º 88) |                         | Diego de León        |       |
| 1247   | Juan Bravo-Francisco Silvela                          | 56                      |                      |       |
| 811    | Francisco Silvela-Juan Bravo                          | 12 43 48 56 C1          |                      |       |
| 3829   | Manuel Becerra                                        | 12 43 56 C1             | Manuel Becerra       |       |
| 685    | Alcalá-Parque de Bomberos                             | 12 21 38 53 106 110 146 |                      |       |
| 756    | Ventas                                                | 38 106 110 146          | Ventas               |       |
| 1078   | Avenida de Daroca-Ricardo Ortiz                       | 106 110                 | El Carmen            |       |
| 3063   | Ricardo Ortiz-San Marcelo                             | 110                     |                      |       |
| 3065   | Ricardo Ortiz-San Emilio                              | 110                     |                      |       |
| 3067   | Ricardo Ortiz-San Secundino                           | 110                     |                      |       |
| 958    | Marqués de Corbera-Ricardo Ortiz                      | 15 28 110               |                      |       |
| 960    | Marqués de Corbera-Montejurra                         | 15 28 110               |                      |       |
| 962    | Marqués de Corbera-Gerardo Cordón                     | 15 28 110               | La Elipa             |       |
| 3069   | Santa Felicidad-Iglesia                               | 110 113                 |                      |       |
| 3071   | Santa Felicidad                                       | 110 113                 |                      |       |
| 3073   | Blas de Otero-Santa Genoveva                          | 110 113                 |                      |       |
| 4473   | Blas de Otero-Santa Irene                             | 110 113                 |                      |       |
| 3076   | Santa Irene                                           | 110 113                 |                      |       |
| 3077   | Santa Irene-Trece Rosas                               | 110 113                 |                      |       |

### Sentido Diego de León
El recorrido de vuelta es igual al de ida pero en sentido contrario salvo que circula por la calle José María Fernández Lanseros en vez de la Avenida de Daroca, y en Diego de León va directo a su cabecera en Conde de Peñalver desde Francisco Silvela, sin tomar la calle Juan Bravo.
| Código | Parada                                                | Común con            | Conexiones con Metro | Otros |
| ------ | ----------------------------------------------------- | -------------------- | -------------------- | ----- |
| 3078   | LA ELIPA (C/ Santa Irene con Av. Trece Rosas)         | 110 113              |                      |       |
| 3735   | Santa Irene                                           | 110 113              |                      |       |
| 3091   | Blas de Otero-Santa Irene                             | 110 113              |                      |       |
| 3074   | Blas de Otero-Santa Genoveva                          | 110 113              |                      |       |
| 3072   | Santa Felicidad                                       | 110 113              |                      |       |
| 3070   | Santa Felicidad-Iglesia                               | 110 113              |                      |       |
| 965    | Metro La Elipa                                        | 15 28 110            | La Elipa             |       |
| 963    | Marqués de Corbera-Gerardo Cordón                     | 15 28 110            |                      |       |
| 961    | Marqués de Corbera-Montejurra                         | 15 28 110            |                      |       |
| 959    | Marqués de Corbera-Ricardo Ortiz                      | 15 28 110            |                      |       |
| 3068   | Ricardo Ortiz-San Secundino                           | 110                  |                      |       |
| 3066   | Ricardo Ortiz-San Emilio                              | 110                  |                      |       |
| 3064   | Ricardo Ortiz-San Marcelo                             | 110                  |                      |       |
| 3093   | Avenida de Daroca-Ricardo Ortiz                       | 110                  |                      |       |
| 3092   | El Carmen                                             | 110                  | El Carmen            |       |
| 757    | Ventas                                                | 21 38 106 110 146    | Ventas               |       |
| 5146   | Alcalá-Parque de Bomberos                             | 21 38 53 106 110 146 |                      |       |
| 684    | Manuel Becerra                                        | 21 38 53 106 110 146 | Manuel Becerra       |       |
| 782    | Parque Eva Duarte                                     | 12 43 56 C2          |                      |       |
| 784    | Francisco Silvela-Juan Bravo                          | 12 56 C2             |                      |       |
| 5452   | DIEGO DE LEÓN (C/ Conde de Peñalver frente al N.º 88) |                      | Diego de León        |       |

## Galería de imágenes

Mapa zonal de la estación de metro de Diego de León con los recorridos de las líneas de autobuses, entre las que aparece el 210.
Mapa zonal de la estación de metro de Ventas con los recorridos de las líneas de autobuses, entre las que aparece el 210.
Mapa zonal de la estación de metro de El Carmen con los recorridos de las líneas de autobuses, entre las que aparece el 210.